# James Davis (atleet)
James Davis (Champaign, 19 maart 1976) is een voormalige Amerikaanse sprinter, die was gespecialiseerd in de 400 m. Hij werd enkele malen Amerikaans indoorkampioen en wereldindoorkampioen op de 4 x 400 m estafette.

## Loopbaan
Naast atletiek speelde Davis football tijdens zijn studie aan de Universiteit van Colorado. In 1999 studeerde hij af aan deze opleiding.
Zijn beste prestatie is het winnen van een gouden medaille op de 4 x 400 m estafette op de wereldindoorkampioenschappen van 2008 in het Spaanse Valencia. Met een tijd van 3.06,79 versloeg hij, als startloper van het Amerikaanse team, dat verder bestond uit Jamaal Torrance, Greg Nixon en Kelly Willie, de teams uit Jamaica (zilver; 3.07,69) en Dominicaanse Republiek (brons; 3.07,77).

## Titels
- Wereldindoorkampioen 4 x 400 m - 2003, 2008
- Amerikaans indoorkampioen 400 m - 2000, 2001

## Persoonlijke records
Outdoor
| Onderdeel | Prestatie | Datum         | Plaats |
| --------- | --------- | ------------- | ------ |
| 200 m     | 20,76 s   | 30 maart 2002 | Tempe  |
| 400 m     | 45,21 s   | 21 april 2002 | Walnut |

Indoor
| Onderdeel | Prestatie | Datum            | Plaats  |
| --------- | --------- | ---------------- | ------- |
| 200 m     | 21,13 s   | 11 februari 2006 | Nampa   |
| 400 m     | 45,54 s   | 4 maart 2000     | Atlanta |

## Palmares

### 400 m
- 2001: DNF WK indoor

### 4 x 400 m
- 2003:  WK indoor - 3.04,09
- 2008:  WK indoor - 3.06,79